# 2022 a sportban
2022 a sportban a 2022-es év fontosabb sporteseményeit tartalmazza.

## Események

### Január
| Dátum                  | Sportág        | Esemény                                          | Helyszín                                          |
| ---------------------- | -------------- | ------------------------------------------------ | ------------------------------------------------- |
| január 9. – 14.        | tereprali      | 2022-es Dakar-rali                               | Szaúd-Arábia                                      |
| január 7. – 9.         | Gyorskorcsolya | 2022-es gyorskorcsolya-Európa-bajnokság          | Heerenveen, Hollandia                             |
| január 9. – február 6. | Labdarúgás     | 2021-es afrikai nemzetek kupája                  | Kamerun                                           |
| január 10. – 16.       | Műkorcsolya    | 2022-es műkorcsolya- és jégtánc-Európa-bajnokság | Tallinn, Észtország                               |
| január 13. – 30.       | Kézilabda      | 2022-es férfi kézilabda-Európa-bajnokság         | Magyarország, Szlovákia                           |
| január 17. – 30.       | Tenisz         | 2022-es Australian Open                          | Melbourne, Ausztrália                             |
| január 28. – 30.       | Kerékpár       | 2022-es terepkerékpár-világbajnokság             | Fayetteville, Arkansas, Amerikai Egyesült Államok |

### Február
| Dátum             | Sportág          | Esemény                                          | Helyszín                                         |
| ----------------- | ---------------- | ------------------------------------------------ | ------------------------------------------------ |
| február 3. – 12.  | Labdarúgás       | 2021-es FIFA-klubvilágbajnokság                  | Egyesült Arab Emírségek                          |
| február 4.–20.    | téli olimpia     | XXIV. téli olimpiai játékok                      | Peking, Kína                                     |
| február 13.       | Amerikai futball | Super Bowl LVI                                   | Inglewood, Kalifornia, Amerikai Egyesült Államok |
| február 26. – 27. | Atlétika         | 2022-es magyar fedett pályás atlétikai bajnokság | Nyíregyháza, Magyarország                        |

### Március
| Dátum                    | Sportág                    | Esemény                                           | Helyszín                   |
| ------------------------ | -------------------------- | ------------------------------------------------- | -------------------------- |
| március 3. – 6.          | Gyorskorcsolya             | 2022-es gyorskorcsolya-világbajnokság             | Hamar, Svédország          |
| március 4. – 13.         | Paralimpia                 | 2022. évi téli paralimpiai játékok                | Peking, Kína               |
| március 18. – 20.        | Atlétika                   | 2022-es fedett pályás atlétikai világbajnokság    | Belgrád, Szerbia           |
| március 18. – 20.        | Rövidpályás gyorskorcsolya | 2022-es rövidpályás gyorskorcsolya-világbajnokság | Montréal, Kanada           |
| március 18. – 20.        | Sportlövészet              | 2022-es 10 méteres sportlövészet-Európa-bajnokság | Hamar, Svédország          |
| március 18. – 20.        | Formula–1                  | 2022-es Formula–1 bahreini nagydíj                | Szahír, Bahrein            |
| március 21. – 27.        | Műkorcsolya                | 2022-es műkorcsolya- és jégtánc-világbajnokság    | Montpellier, Franciaország |
| március 25. – 27.        | Formula–1                  | 2022-es Formula–1 szaúd-arábiai nagydíj           | Dzsidda, Szaúd-Arábia      |
| március 28. – április 3. | Birkózás                   | 2022-es birkózó-Európa-bajnokság                  | Budapest, Magyarország     |

### Április
| Dátum                   | Sportág    | Esemény                                   | Helyszín                           |
| ----------------------- | ---------- | ----------------------------------------- | ---------------------------------- |
| április 8. – 10.        | Formula–1  | 2022-es Formula–1 ausztrál nagydíj        | Melbourne, Ausztrália              |
| április 16. – május 30. | Kosárlabda | 2022-es NBA-rájátszás                     | Amerikai Egyesült Államok · Kanada |
| április 22. – 24.       | Formula–1  | 2022-es Formula–1 emilia-romagnai nagydíj | Imola, Olaszország                 |

### Május
| Dátum                 | Sportág   | Esemény                           | Helyszín                                  |
| --------------------- | --------- | --------------------------------- | ----------------------------------------- |
| május 6. – 8.         | Formula–1 | 2022-es Formula–1 miami nagydíj   | Miami, Florida, Amerikai Egyesült Államok |
| május 16. – június 5. | Tenisz    | 2022-es Roland Garros             | Párizs, Franciaország                     |
| május 20. – 22.       | Formula–1 | 2022-es Formula–1 spanyol nagydíj | Barcelona, Spanyolország                  |
| május 27. – 29.       | Formula–1 | 2022-es Formula–1 monacói nagydíj | Monte-Carlo, Monaco                       |

### Június
| Dátum                   | Sportág    | Esemény                            | Helyszín                                         |
| ----------------------- | ---------- | ---------------------------------- | ------------------------------------------------ |
| június 2. – 19.         | Kosárlabda | 2022-es NBA-döntő                  | Amerikai Egyesült Államok · Kanada               |
| június 10. – 12.        | Formula–1  | 2022-es Formula–1 azeri nagydíj    | Baku, Azerbajdzsán                               |
| június 17. – 19.        | Formula–1  | 2022-es Formula–1 kanadai nagydíj  | Montréal, Kanada                                 |
| június 18. – július 3.  | Úszás      | 2022-es úszó-világbajnokság        | Budapest, Debrecen, Sopron, Szeged, Magyarország |
| június 27. – július 10. | Tenisz     | 2022-es wimbledoni teniszbajnokság | London, Egyesült Királyság                       |

### Július
| Dátum                      | Sportág                 | Esemény                           | Helyszín                          |
| -------------------------- | ----------------------- | --------------------------------- | --------------------------------- |
| július 1. – 3.             | Formula–1               | 2022-es Formula–1 brit nagydíj    | Silverstone, Egyesült Királyság   |
| július 8. – 10.            | Formula–1               | 2022-es Formula–1 osztrák nagydíj | Spielberg, Ausztria               |
| július 15. – 24.           | Atlétika                | 2022-es atlétikai világbajnokság  | Eugene, Amerikai Egyesült Államok |
| július 22. – 24.           | Formula–1               | 2022-es Formula–1 francia nagydíj | Le Castellet, Franciaország       |
| július 28. – augusztus 8.  | Nemzetközösségi játékok | 2022-es nemzetközösségi játékok   | Birmingham, Anglia                |
| július 28. – augusztus 14. | Sakk                    | 2022-es sakkolimpia               | Csennai, India                    |
| július 29. – 31.           | Formula–1               | 2022-es Formula–1 magyar nagydíj  | Mogyoród, Magyarország            |

### Augusztus
| Dátum                          | Sportág   | Esemény                         | Helyszín                                      |
| ------------------------------ | --------- | ------------------------------- | --------------------------------------------- |
| augusztus 11. – 21.            | Úszás     | 2022-es úszó-Európa-bajnokság   | Róma, Olaszország                             |
| augusztus 26. – 28.            | Formula–1 | 2022-es Formula–1 belga nagydíj | Spa, Belgium                                  |
| augusztus 29. – szeptember 11. | Tenisz    | 2022-es US Open                 | New York, New York, Amerikai Egyesült Államok |

### Szeptember
| Dátum                       | Sportág   | Esemény                              | Helyszín             |
| --------------------------- | --------- | ------------------------------------ | -------------------- |
| szeptember 2. – 4.          | Formula–1 | 2022-es Formula–1 holland nagydíj    | Zandvoort, Hollandia |
| szeptember 9. – 11.         | Formula–1 | 2022-es Formula–1 olasz nagydíj      | Monza, Olaszország   |
| szeptember 30. – október 2. | Formula–1 | 2022-es Formula–1 szingapúri nagydíj | Szingapúr            |

### Október
| Dátum                     | Sportág   | Esemény                                | Helyszín                                     |
| ------------------------- | --------- | -------------------------------------- | -------------------------------------------- |
| október 7. – 9.           | Formula–1 | 2022-es Formula–1 japán nagydíj        | Szuzuka, Japán                               |
| október 21. – 23.         | Formula–1 | 2022-es Formula–1 amerikai nagydíj     | Austin, Amerikai Egyesült Államok            |
| október 28. – 30.         | Formula–1 | 2022-es Formula–1 mexikóvárosi nagydíj | Mexikóváros, Mexikó                          |
| október 31. – november 7. | Tenisz    | 2022-es WTA Finals                     | Fort Worth, Texas, Amerikai Egyesült Államok |

### November
| Dátum                       | Sportág    | Esemény                                | Helyszín                             |
| --------------------------- | ---------- | -------------------------------------- | ------------------------------------ |
| november 4 – 20.            | Kézilabda  | 2022-es női kézilabda-Európa-bajnokság | Szlovénia Észak-Macedónia Montenegró |
| november 11. – 13.          | Formula–1  | 2022-es Formula–1 São Pauló-i nagydíj  | São Paulo, Brazília                  |
| november 18. – 20.          | Formula–1  | 2022-es Formula–1 abu-dzabi nagydíj    | Abu-Dzabi, Egyesült Arab Emírségek   |
| november 20. – december 18. | Labdarúgás | 2022-es labdarúgó-világbajnokság       | Katar                                |

### December
| Dátum | Sportág | Esemény | Helyszín |
| ----- | ------- | ------- | -------- |
|       |         |         |          |

## Halálozások
- január 24. – Csollány Szilveszter, olimpiai, világ- és Európa-bajnok magyar tornász (* 1970)
- március 1. – Jevhen Malisev ukrán sílövő (* 2002)
- március 4. – Marosi Paula, olimpiai és világbajnok magyar vívó (* 1936)
- július 14. – Pleun Strik, világbajnoki ezüstérmes holland válogatott labdarúgó (* 1944